# Uromyces tripogonicola
Uromyces tripogonicola ist eine Ständerpilzart aus der Ordnung der Rostpilze (Pucciniales). Der Pilz ist ein Endoparasit der Süßgrasgattungen Astrebla und Tripogon. Symptome des Befalls durch die Art sind Rostflecken und Pusteln auf den Blattoberflächen der Wirtspflanzen. Sie ist in Asien und Australien verbreitet.

## Merkmale

### Makroskopische Merkmale
Uromyces tripogonicola ist mit bloßem Auge nur anhand der auf der Oberfläche des Wirtes hervortretenden Sporenlager zu erkennen. Sie wachsen in Nestern, die als gelbliche bis braune Flecken und Pusteln auf den Blattoberflächen erscheinen.

### Mikroskopische Merkmale
Das Myzel von Uromyces tripogonicola wächst wie bei allen Uromyces-Arten interzellulär und bildet Saugfäden, die in das Speichergewebe des Wirtes wachsen. Aecien oder Spermogonien der Art sind nicht bekannt. Die zimtbraunen Uredien des Pilzes wachsen meist reihig und beidseitig auf den Wirtsblättern und -hüllrohren. Ihre goldenen bis gelben Uredosporen sind 27–32 × 21–27 µm groß, meist eiförmig bis ellipsoid und stachelwarzig. Die beidseitig wachsenden Telien der Art sind schwarzbraun, kompakt und schmal offenliegend. Die kastanienbraunen Teliosporen sind einzellig, in der Regel eiförmig bis ellipsoid und 26–33 × 20–25 µm groß. Ihre Stiele sind gelblich bis farblos und bis zu 35 µm lang.

## Verbreitung
Das bekannte Verbreitungsgebiet von Uromyces tripogonicola reicht von Australien über China bis nach Indien.

## Ökologie
Die Wirtspflanzen von Uromyces tripogonicola sind diverse Astrebla- und Tripogon-Arten. Der Pilz ernährt sich von den im Speichergewebe der Pflanzen vorhandenen Nährstoffen, seine Sporenlager brechen später durch die Blattoberfläche und setzen Sporen frei. Die Art verfügt über einen Entwicklungszyklus, von dem bislang lediglich Telien und Uredien sowie deren Wirt bekannt sind; Spermogonien und Aecien konnten dem Pilz nicht zugeordnet werden.